# Eduardo Escobar
Eduardo José Escobar (ur. 5 stycznia 1989) – wenezuelski baseballista występujący na pozycji lewozapolowego w Arizona Diamondbacks.

## Przebieg kariery
W styczniu 2006 podpisał kontrakt jako wolny agent z Chicago White Sox i początkowo grał w klubach farmerskich tego zespołu, między innymi w Charlotte Knights, reprezentującym poziom Triple-A. W Major League Baseball zadebiutował 2 września 2011 w meczu przeciwko Detroit Tigers jako pinch hitter, w którym zaliczył single'a. W organizacji White Sox grał na pozycji drugobazowego, trzeciobazowego i łącznika.
W lipcu 2012 w ramach wymiany zawodników przeszedł do Minnesota Twins. 3 kwietnia 2013 w meczu z Detroit Tigers zaliczył dające zwycięstwo two-run double, zaś sześć dni później w spotkaniu z Kansas City Royals zdobył pierwszego home runa w MLB.
W lipcu 2018 w ramach wymiany przeszedł do Arizona Diamondbacks.